# Clerval (Québec)
Pour les articles homonymes, voir Clerval.
Clerval est une municipalité canadienne de la province de Québec, située dans la municipalité régionale de comté d'Abitibi-Ouest et dans la région administrative Abitibi-Témiscamingue.

## Histoire
Vers 1916, un contingent de colons venus des régions de Portneuf et de Champlain défrichaient déjà les terres très fertiles du territoire d'aujourd'hui connu sous le nom de Clerval, celles-ci étant à proximité du lac Abitibi.
Ce n'est qu'en 1951, que cette municipalité située entre Roquemaure et Saint-Jacques-de-Dupuy, en Abitibi, a reçu le nom de Clerval après avoir successivement été identifiée sous ceux de Roquemaure (1927), nom du bureau de poste de 1923 à 1936 et du territoire de laquelle elle a été détachée, et de Sainte-Jeanne-d'Arc-de-Clerval (1938), dénomination de la paroisse canoniquement érigée en 1925.
On croit généralement que le nom de la municipalité rappellerait les caractéristiques des lieux : claire vallée ou vallée claire, nom légèrement modifié. À cet égard, on peut noter la présence dans la région de quelques dénominations municipales comportant l'élément val : Val-d'Or, Val-Paradis, Val-Senneville, Val-des-Bois. Les Clervalois peuvent compter sur les belles plages de la baie Nepawa, à peu de distance, pour leurs loisirs estivaux.

### Chronologie
- 14 septembre 1927 : La municipalité de Roquemaure se détache du canton de Roquemaure.
- 30 juillet 1938 : Changement de dénomination pour "Municipalité de Sainte-Jeanne-d'Arc-de-Clerval".
- 28 avril 1951 : Changement de dénomination pour "Municipalité de Clerval".

## Gentilé
Les personnes qui habitent Clerval sont appelés "Clervalois" et "Clervaloise".

## Démographie
| 1991 | 1996 | 2001 | 2006 | 2011 | 2016 | 2021 |
| ---- | ---- | ---- | ---- | ---- | ---- | ---- |
| 346  | 356  | 351  | 358  | 364  | 371  | 373  |

## Administration
Les élections municipales se font en bloc pour le maire et les six conseillers.
| Clerval Maires depuis 2001                                                                                           |                  |                                  |          |
| Élection | Maire            | Qualité                          | Résultat |
| 2001 | Claude Lamoureux |                                  | Voir     |
| 2005 | Claude Lamoureux | Voir                             |          |
| 2009 | Jeannine Provost |                                  | Voir     |
| n/d | Suzanne Théberge |                                  | Voir     |
| 2013 | Suzanne Théberge | Voir                             |          |
| 2017 | Suzanne Théberge | Voir                             |          |
| sept. 2020 | Michel Cliche    | Maire-suppléant (mai-sept. 2020) | Voir     |
| 2021 | Michel Cliche    | Maire-suppléant (mai-sept. 2020) | Voir     |
| Élection partielle en italique Depuis 2005, les élections sont simultanées dans toutes les municipalités québécoises |                  |                                  |          |

## Patrimoine

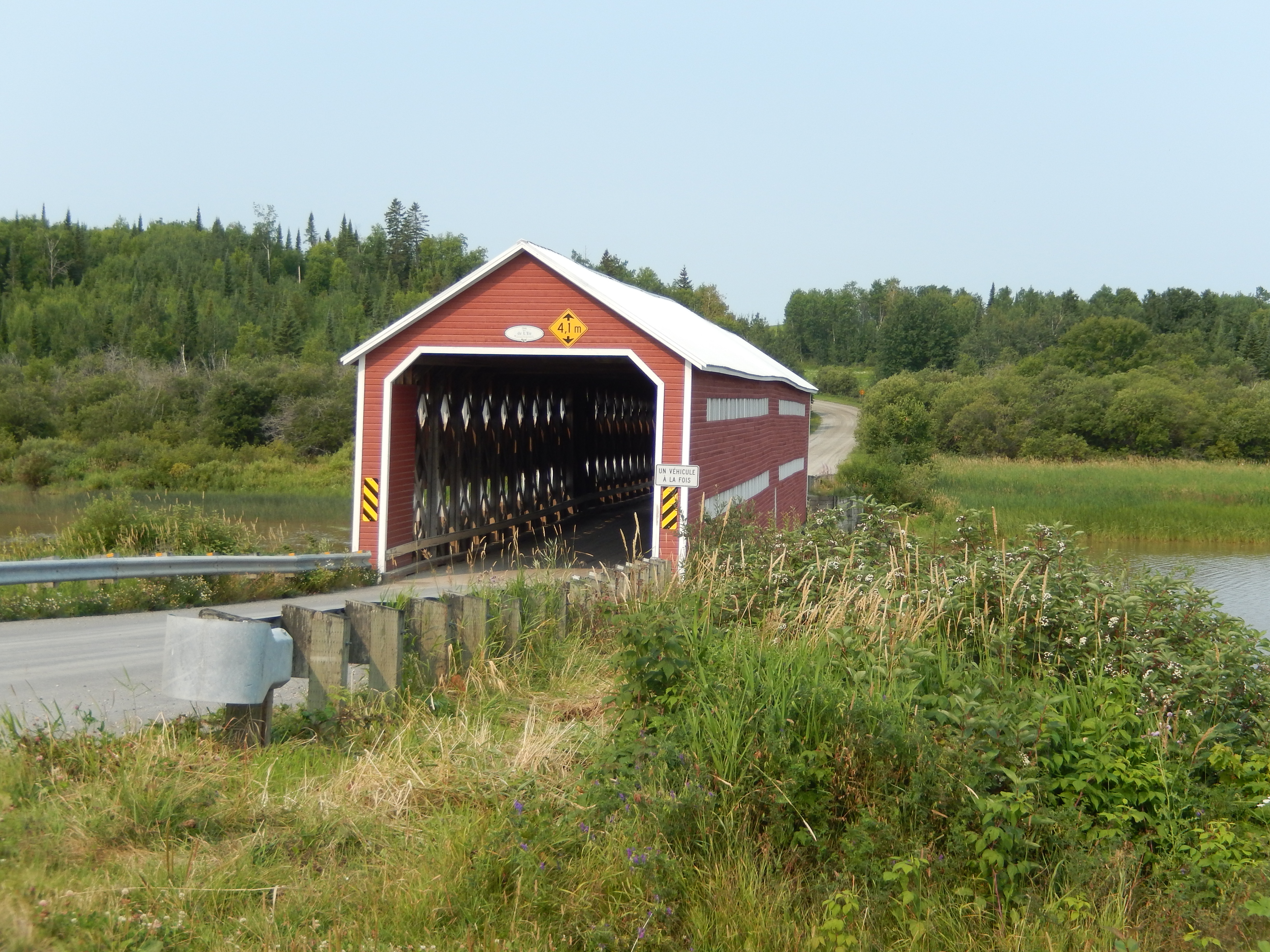
Pont de l'Île.

Il n'y a aucun bien de Clerval inscrit au registre du patrimoine culturel. Cependant un bien est considéré d'intérêt local par le schéma d'aménagement de la MRC d'Abitibi-Ouest, soit le pont de l'Île. Le pont de l'Île est un pont couvert construit en 1946 qui relie l'île Nepawa à la terre ferme. Il s'agit du seul pont couvert au Québec reliant une île.